# یووال دلشاد

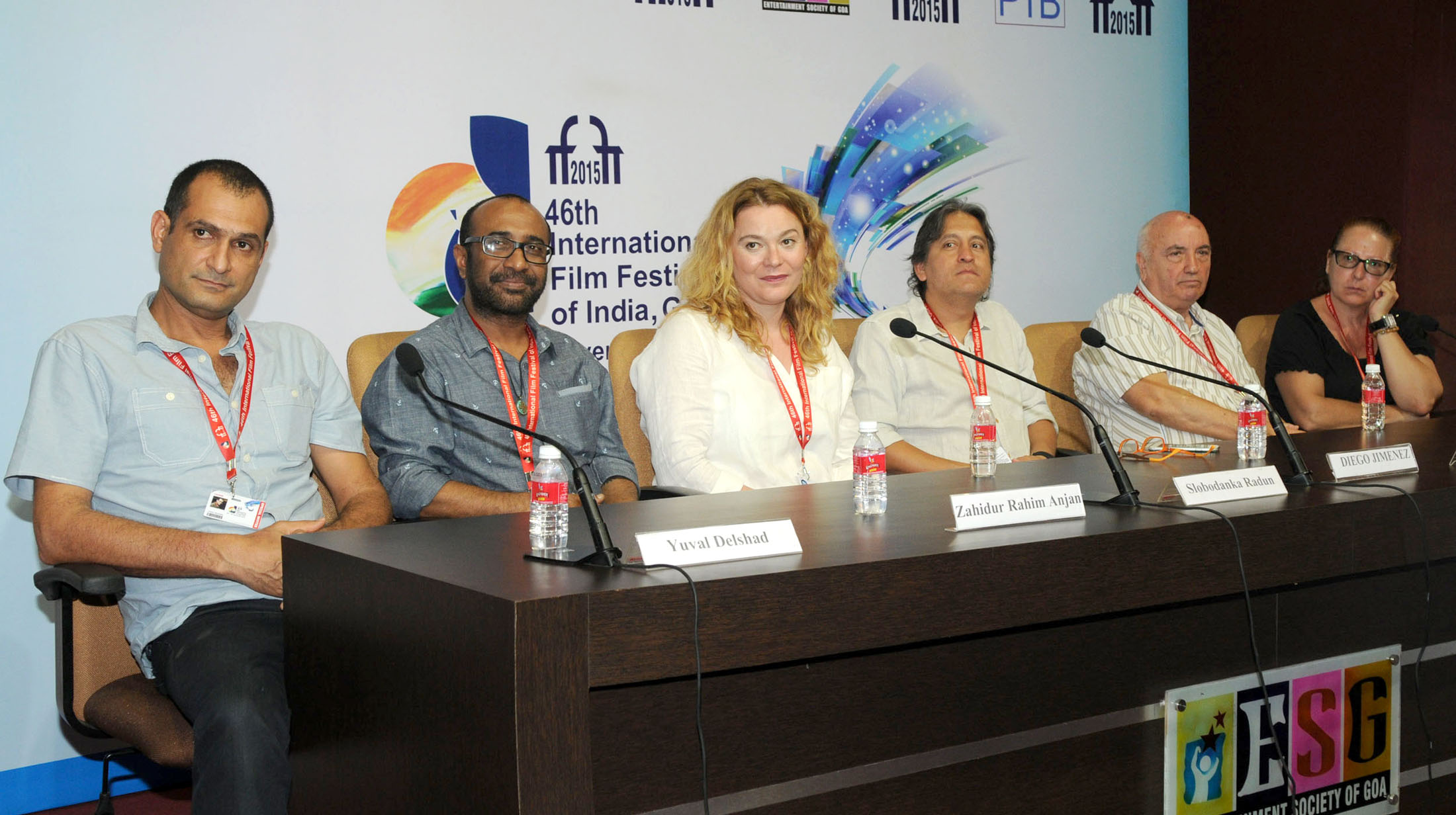
نگارهٔ یووال دلشاد (سمت چپ، نفر اول) - ۲۰۱۵

یووال دلشاد کارگردان اسرائیلی-ایرانی است. او بیشتر برای کارگردانی کردن فیلم بابا جون شناخته می‌شود. این فیلم پس از موفقیت‌های نخستین در اسرائیل، که «نخستین فیلم فارسی‌زبان اسرائیل» هم نام گرفته، به عنوان نامزد اسرائیل برای شرکت در جشنواره اسکار در بخش بهترین فیلم خارجی‌زبان برگزیده شد. اما به عنوان نامزد پذیرفته نشد. در این فیلم از بازیگران و دست‌اندرکاران ایرانی همچون نوید نگهبان استفاده شده است. دلشاد در خانواده‌ای از یهودیان ایران زاده شده است. فیلم بابا جون در جشنواره جایزه اوفیر سال ۲۰۱۵ میلادی، جایزه بهترین فیلم را از آن خود کرد.